# Paratrechina clandestina
Paratrechina clandestina är en myrart som först beskrevs av Mayr 1870.  Paratrechina clandestina ingår i släktet Paratrechina och familjen myror. Inga underarter finns listade i Catalogue of Life.